# Lisístrata (película)
Lisístrata es una película española del año 2002 dirigida por Francesc Bellmunt.

## Argumento
Está ambientada en la Atenas 411 a. C. Atenas y Esparta están inmersos en una guerra. Como parece que los hombres no consiguen solucionar nada, las mujeres de ambos bandos, lideradas por Lisístrata (Maribel Verdú), se declararán en huelga de sexo hasta que los hombres deciden dejar sus diferencias de lado.
Basada en el cómic de Ralf König, el origen de la historia está en la obra homónima de Aristófanes.

## Reparto
| Intérprete           | Personaje          |
| -------------------- | ------------------ |
| Maribel Verdú        | Lisístrata         |
| Juan Luis Galiardo   | Hepatitos          |
| Teté Delgado         | Mirrina            |
| Aitor Mazo           | General Termos     |
| Antonio Belart       | Potax              |
| Cristina Solà        | Lampito            |
| Javier Gurruchaga    | Ajax               |
| Jesús Bonilla        | Cinesias           |
| Glòria Cano          | Sabrina            |
| Eduardo Antuña       | Harpix             |
| Anna Maria Barbany   | Papila             |
| Albert Trifol        | General Bonus      |
| Sonia Ferrer         | Cleonice           |
| Sergio Pazos         | Oficial Bitón      |
| José Corbacho        | Soldado Lico       |
| Santi Millán         | Soldado Zeto       |
| Lola Forner          | Empuria            |
| Carles Flavià        | General Inkognitos |
| Elisenda Ribas       | Terrina            |
| Maria Lanau          | Himena             |
| Lluís Villanueva     | Camarero           |
| Marina Gatell        | Clementina         |
| Vicente Gil          | Oficial Pilio      |
| Óscar Jaenada        | Domestos           |
| Eli Iranzo           | Ifito              |
| Toni Albà            | Mirón              |
| Pep Guinyol          | Clinex             |
| Octavi Pujades       | Olimpos            |
| Anna Bellmunt        | Calo               |
| Mercè Llorens        | Vesta              |
| Nadala Batiste       | Hiparquia          |
| Daniel Casadellà     | Tipex              |
| Xavier Ruano         | Soldado Catapulta  |
| Julio Tejela         | Padre Edipos       |
| David Gil            | Edipos             |
| Lluís Ferrer         | Fisgón             |
| Patxi Uribarren      | General Espartano  |
| Juli Fàbregas        | Tellus             |
| Luna Roca            | Espartana 1        |
| Alicia Pérez Beltrán | Espartana 2        |
| Lluís Batet          | General Akanto     |
| Cristina García      | Nike               |
| Valentí Juan         | Soldado Trompa     |
| Paloma Arimón        |                    |
| Adriana Vega         |                    |
| Estéfano             | Espartano Herido   |
| Susana Goulart       |                    |
| Constantino Romero   | Zeus               |